# Яцунка
Яцунка, Голенка, Голубовка (укр. Яцунка) — правый приток Ромена, расположенный на территории Бахмачского района (Черниговская область, Украина).

## География
Длина — 16, 12, 9 км. Площадь бассейна — 91,2 км². Русло реки (отметки уреза воды) в среднем течении (озеро западнее Голенки) находится на высоте 142,4 м над уровнем моря. 
В среднем течении русло образовывает озеро. У истоков впадает система каналов. 
Берёт начало в балке Лупина Долина, что северо-восточнее села Григоровка. Река течёт на юго-восток. Впадает в Ромен (на 70-м км от её устья) юго-восточнее села Голенка.
Притоки (от истока к устью): безымянные ручьи
Населённые пункты на реке (от истока к устью):
1. Голенка